# Dasyatis say
Dasyatis say е вид хрущялна риба от семейство Dasyatidae.

## Разпространение
Видът е разпространен в Антигуа и Барбуда, Барбадос, Венецуела, Гренада, Доминика, Доминиканска република, Куба, Мексико, Пуерто Рико, САЩ (Алабама, Вашингтон, Вирджиния, Делауеър, Джорджия, Луизиана, Масачузетс, Мериленд, Мисисипи, Ню Джърси, Северна Каролина, Тексас, Флорида и Южна Каролина), Сейнт Винсент и Гренадини, Сейнт Китс и Невис, Сейнт Лусия, Тринидад и Тобаго, Хаити и Ямайка.